# 19318 Сомана
19318 Сомана (19318 Somanah) — астероїд головного поясу, відкритий 2 грудня 1996 року.
Тіссеранів параметр щодо Юпітера — 3,403.